# Cratere Stöfler

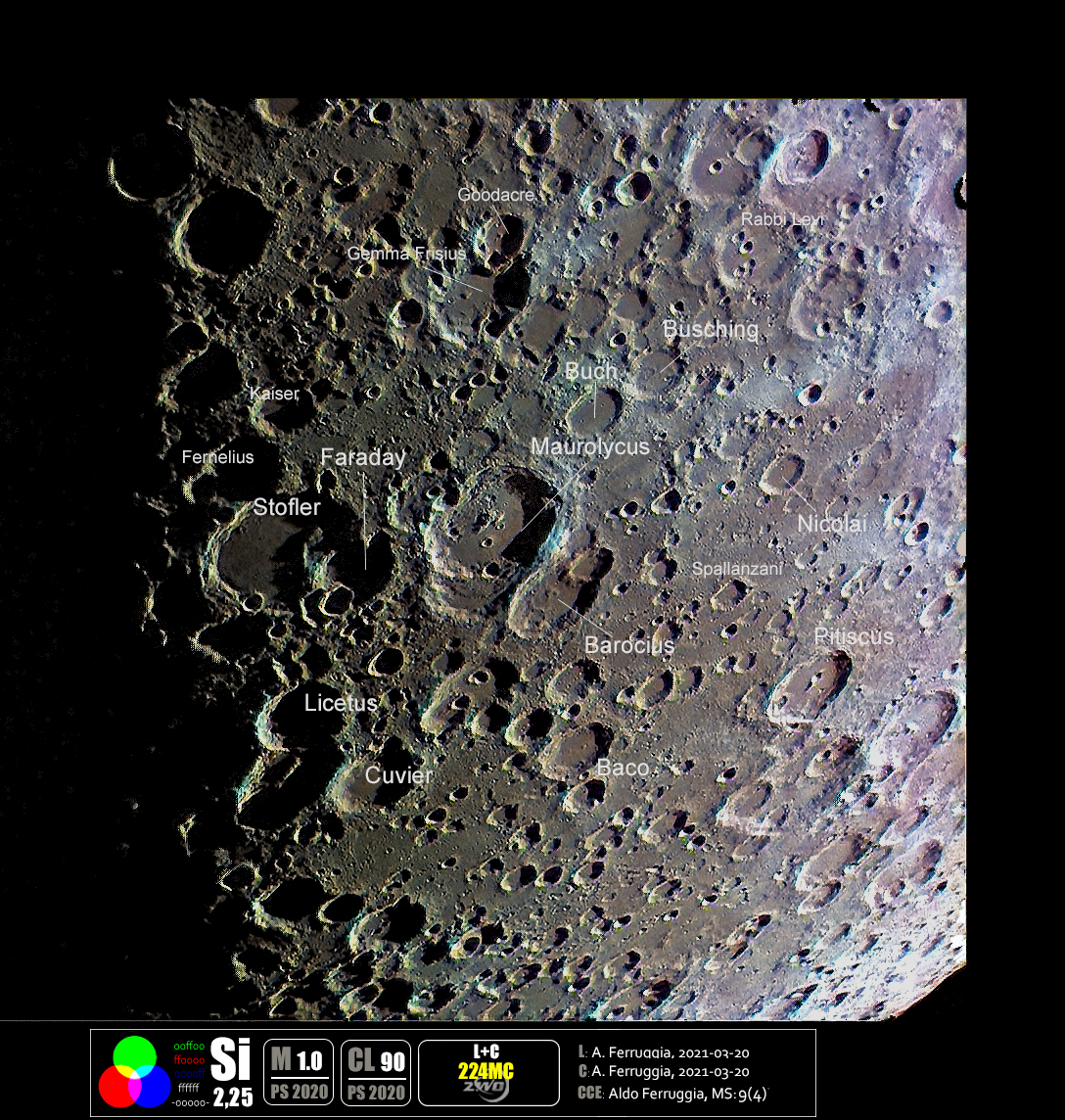
Immagine selenocromatica dell'area del cratere

Stöfler è un grande cratere lunare di 129,87 km situato nella parte sud-orientale della faccia visibile della Luna. Il cratere è dedicato all'astronomo tedesco Johannes Stöffler.